# 八千穂高原

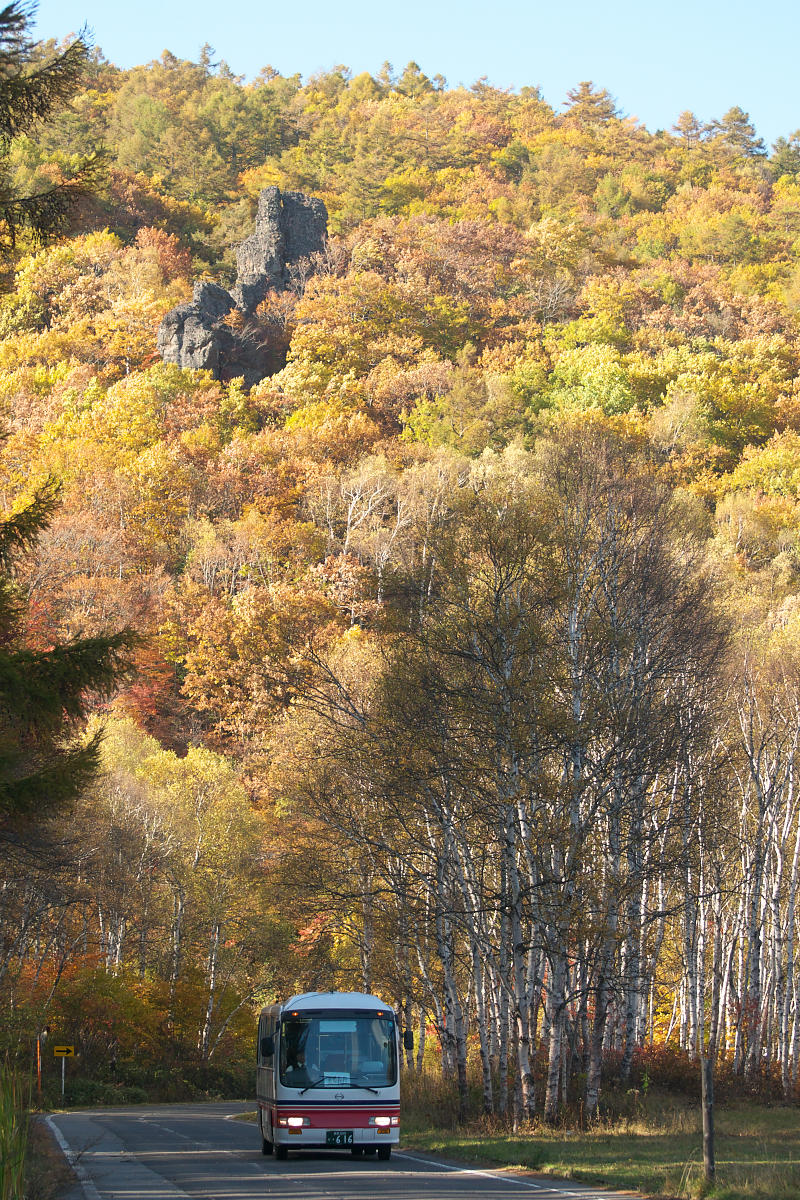
八千穂高原の紅葉

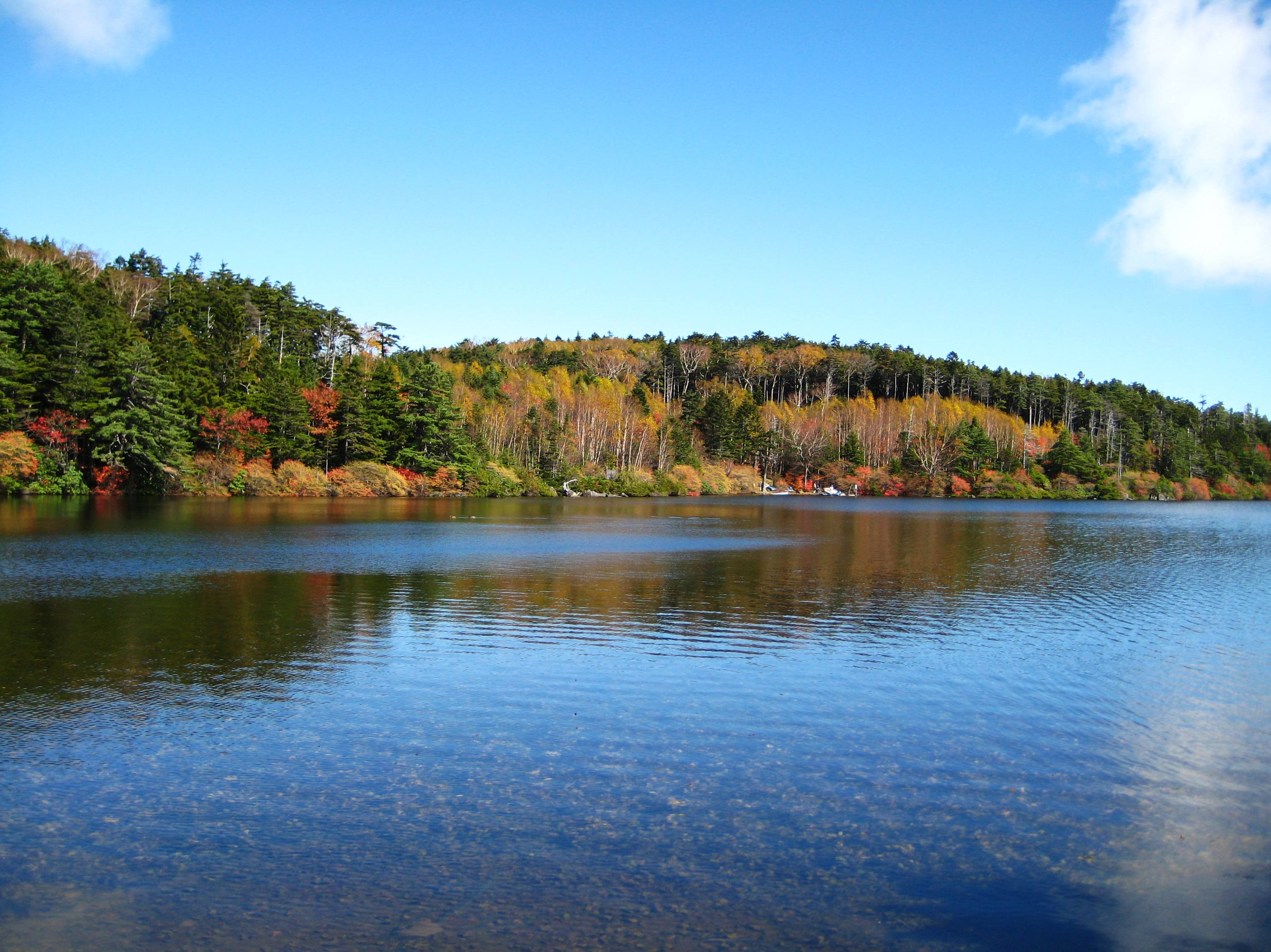
白駒の池

八千穂高原（やちほこうげん）は、長野県南佐久郡佐久穂町にある高原。
八ヶ岳北麓に位置する。あまり大規模な開発が行われてこなかったため、長野県内の他の有名高原に比較すると割合素朴であり、自然を生かした見どころが多い。国道299号が高原を貫き、秋には白樺やカラマツが紅葉し、ドライブコースとしても好眺望を楽しめる。茅野市と佐久穂町の境をなす麦草峠は標高2127m。日本の国道で2番目に標高の高い地点である。麦草峠から茅野市方面の高原は蓼科高原となる。

## 見どころ
- 白駒の池
- 駒出池
- 八千穂高原自然園
- 八千穂高原スキー場
- 奥村土牛美術館